# 艾夫斯代爾 (伊利諾伊州)
艾夫斯代爾（英語：Ivesdale）是位於美國伊利諾伊州尚佩恩縣的一個村落。

## 地理
艾夫斯代爾的座標為39°56′41″N 88°27′25″W / 39.94472°N 88.45694°W，而該地最高點為海拔高度208米（即682英尺）。

## 人口
根據2010年美國人口普查的數據，艾夫斯代爾的面積為2.14平方千米，當中陸地面積為2.14平方千米，而水域面積為0.00平方千米。當地共有人口267人，而人口密度為每平方千米124人。